# Fortunat Stadnicki
Fortunat Stadnicki herbu Szreniawa bez Krzyża (pseud. Prawdomir) (ur. w  1818 w Zbydniowie, zm. 7 kwietnia 1872 w Roztoce) – polski ziemianin, spiskowiec, działacz demokratyczny.

## Życiorys
Był synem Józefa Stadnickiego i Antoniny z domu Otwinowskiej. Miał dwóch braci z pierwszego małżeństwa swojej matki (Feliksa i Józefa) i czworo przyrodniego rodzeństwa z jej drugiego małżeństwa (w 1823 roku, po śmierci ojca w 1819 roku) z Janem Odrzywolskim.
Ożenił się z Koroną Berską 1° voto Głębocką. Nie miał własnych dzieci, wychowywał dzieci żony z jej pierwszego małżeństwa, Władysława i Antoniego Głębockich.
Fortunat Stadnicki po ukończeniu gimnazjum w Krakowie w 1833 roku zarabiał na utrzymanie jako nauczyciel języka niemieckiego. W 1836 roku przystąpił do tajnego oświatowo-literackiego związku studentów w ramach Stowarzyszenia Ludu Polskiego (SLP). Został aresztowany w 1837 roku. Po zwolnieniu (parę miesięcy później) działał w SLP w Galicji. Pod koniec tego roku został znów aresztowany i skazany na 15 lat więzienia, karę odbywał w twierdzy Kufstein w Tyrolu. W 1847 roku odebrano mu tytuł szlachecki, jednak na mocy amnestii w 1848 roku został zwolniony z więzienia, a w 1849 roku przywrócono mu szlachectwo.
Na początku lat 60. XIX wieku administrował majątkiem w Białejwodzie. W czasie powstania styczniowego został znów skazany, tym razem na 8 lat więzienia, które odbywał w więzieniu pokarmelitańskim we Lwowie (w wyniku apelacji wyrok został zmniejszony o 2 lata). Został uwolniony po amnestii w 1865 roku.
Stadnicki osiadł w Roztoce, gdzie znów administrował majątkiem żony. W 1867 roku został wybrany do sądeckiej Rady Powiatowej. Nie uzyskał jednak zgody władz na nominację na jej prezesa. Działał w lokalnym oddziale Towarzystwa Narodowo-Demokratycznego. W kolejnej kadencji zasiadał w Radzie Powiatowej jako reprezentant gmin wiejskich.
Po śmierci został pochowany w Tropiu.